# يانغي قيشلاق (شهرسبز)
يانغي قيشلاق هي بلدة في مقاطعة شهرسبز في ولاية قشقداريا في أوزبكستان.